# Estació de Sarrià
|  | Aquest article tracta sobre l'estació del metro de Barcelona. Si cerqueu l'estació d'Adif a la província de Lugo, vegeu «Estació de Sarria». |

Sarrià és una estació de la xarxa de Ferrocarrils de la Generalitat de Catalunya (FGC), servida pel bloc de línies del Metro del Vallès (L6, L12, S1 i S2), i en el futur, les línies L9 i L10 del Metro de Barcelona. Es troba al subsòl de la Via Augusta, al barri de Sarrià (Barcelona).
Estació de la línia de Sarrià i del Vallès
La primera estació, en superfície, amb trens de vapor i via d'ample ibèric, fou inaugurada el 1863 per la Companyia del Ferrocarril de Barcelona a Sarrià. El 1974, el Ferrocarril de Sarrià a Barcelona començà les obres de soterrament i la nova estació subterrània s'inaugurà el 1976. Dues de les vies donaven servei al ramal de Reina Elisenda, mentre que les altres dues eren per als trens de Sabadell i Terrassa. Amb aquesta configuració, es produïa un cisallament a l'entrada de l'estació que complicava l'explotació de les diverses línies.
El 2016 van començar les obres que van comportar l'eliminació d'una de les vies i la creació d'una gran andana central. Així, l'estació consta actualment de tres vies: dues de generals, per on circulen els trens del Vallès, i la del ramal de Reina Elisenda, eliminant el cisallament que es produïa abans. A causa d'aquesta modificació, la línia L6 hi finalitza el seu recorregut i l'estació de Reina Elisenda és servida per llançadores de la línia L12. Les obres van acabar a principis de 2017, quan van entrar en servei els dos nous ascensors: un d'ells comunica la gran andana central amb el vestíbul, mentre que el segon comunica l'andana central amb l'andana més petita que dona servei a la L12. També s'ha construït una nova cua de maniobres al costat Sant Cugat de l'estació, que utilitzen els convois de la L6 per a fer la inversió de la marxa.
L'any 2016 va registrar l'entrada de 3.869.714 passatgers.
Futura estació del Metro de Barcelona
Està en construcció l'estació de les línies L9 i L10 del Metro de Barcelona al Tram 3 (Zona Universitària – la Sagrera). Constarà de dos pous, un petit i l'altre gran. El petit tindrà 60 m de profunditat i 15 m de diàmetre, i disposarà dos accessos pel carrer del Cardenal Sentmenat, un pel carrer de Mañé i Flaquer i l'altre pel carrer dels Vergós. També tindrà tres ascensors de gran capacitat i un ascensor per a persones amb mobilitat reduïda (PMR). El pou gran, que serà de 74 metres de fondària i 26 metres de diàmetre, tindrà un únic accés que es farà per la Via Augusta amb el carrer Pau Alcover i disposarà de 6 ascensors de gran capacitat i 2 ascensors per a persones amb mobilitat reduïda (PMR). La longitud de l'andana de l'estació serà de 108 m projectats.
La previsió inicial era obrir-la l'any 2007, però a causa de diversos contratemps es va anar endarrerint la data. El juny del 2011, el Departament de Territori i Sostenibilitat de la Generalitat de Catalunya va anunciar que aquest tram, encara no construït, estava paralitzat temporalment mentre es buscava finançament, evitant al mètode alemany o peatge a l'ombra utilitzat a la resta de l'obra. La previsió actual és inaugurar-la l'any 2027, juntament amb la posada en marxa del tram comú del túnel.

## Serveis ferroviaris
| Procedència/Destinació          | <               | Línia                  | >                 | Procedència/Destinació  |
| ------------------------------- | --------------- | ---------------------- | ----------------- | ----------------------- |
| Línia Barcelona-Vallès de FGC   |                 |                        |                   |                         |
| Barcelona - Pl. Catalunya       | Les Tres Torres |                        | terminal          | terminal                |
| terminal                        | terminal        |                        | Reina Elisenda    | Reina Elisenda          |
| Barcelona - Pl. Catalunya       | Les Tres Torres |                        | Peu del Funicular | Terrassa Nacions Unides |
| Barcelona - Pl. Catalunya       | Les Tres Torres | Sabadell Parc del Nord | Peu del Funicular |                         |
| Metro de Barcelona              |                 |                        |                   |                         |
| Aeroport T1                     | Prat de la Riba | obres                  | Mandri            | Can Zam                 |
| Pratenc                         | Prat de la Riba | obres                  | Mandri            | Gorg                    |
| Font recorregut: PDI 2009-2018. |                 |                        |                   |                         |

## Accessos
- Via Augusta - carrer Hort de la Vila
- Via Augusta - carrer de Pau Alcover
- Carrer del Cardenal Sentmenat (accés adaptat a PMR)

## Galeria d'imatges

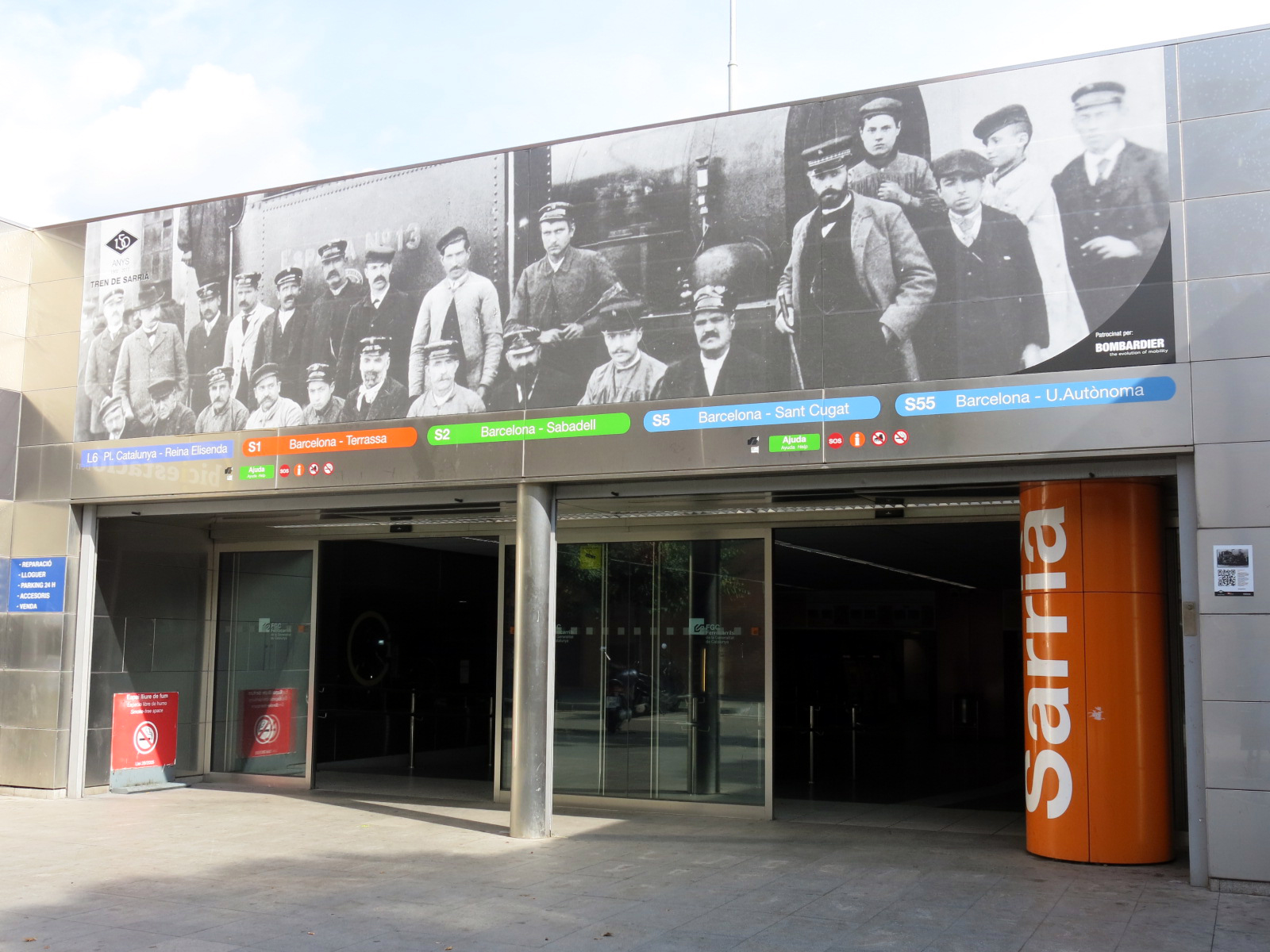
Entrada a l'estació pel carrer del Cardenal Sentmenat
L'interior de l'estació
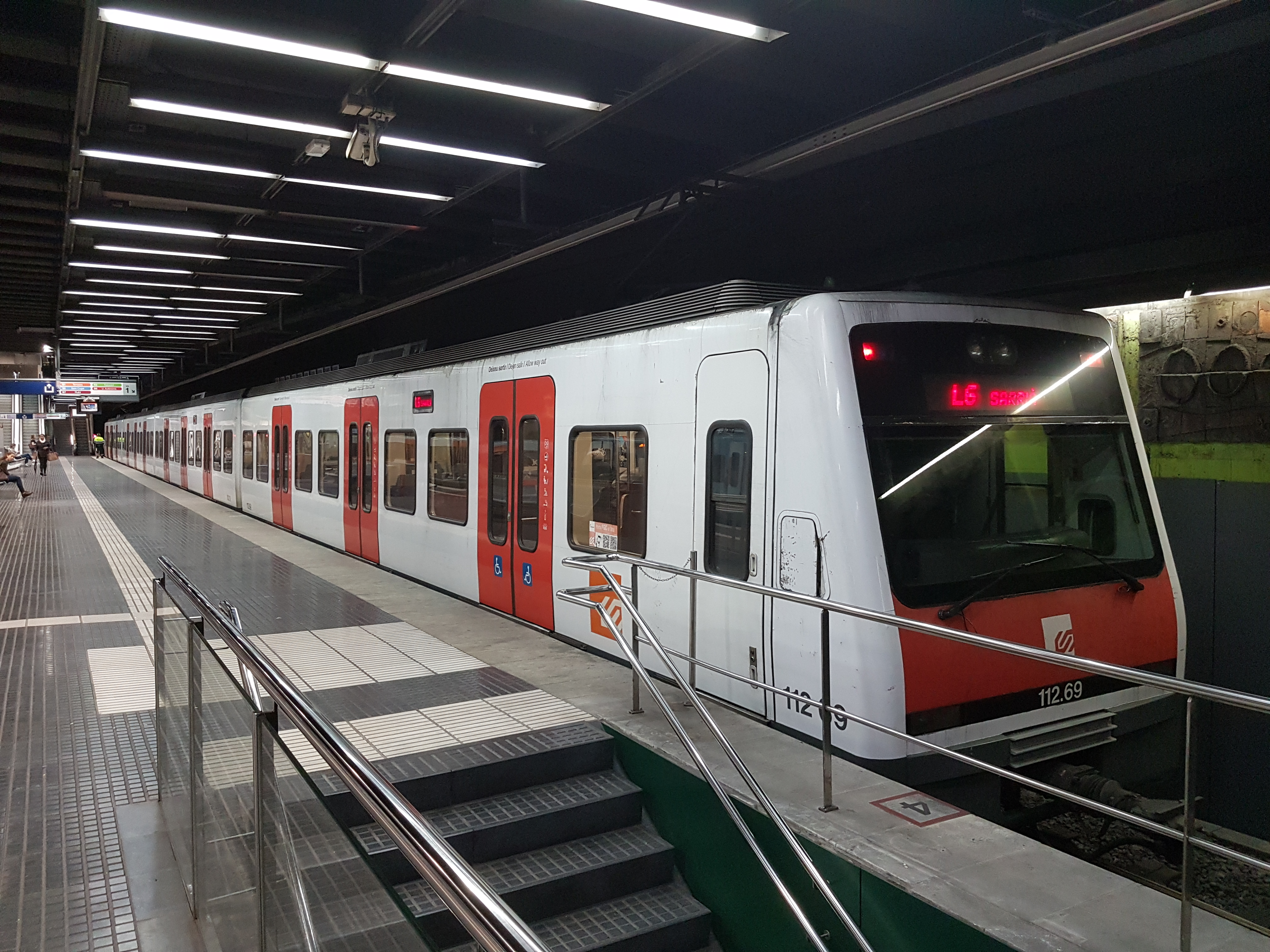
Unitat 112.69 en servei L6 direcció Sarrià a la via 1, finalitzant servei
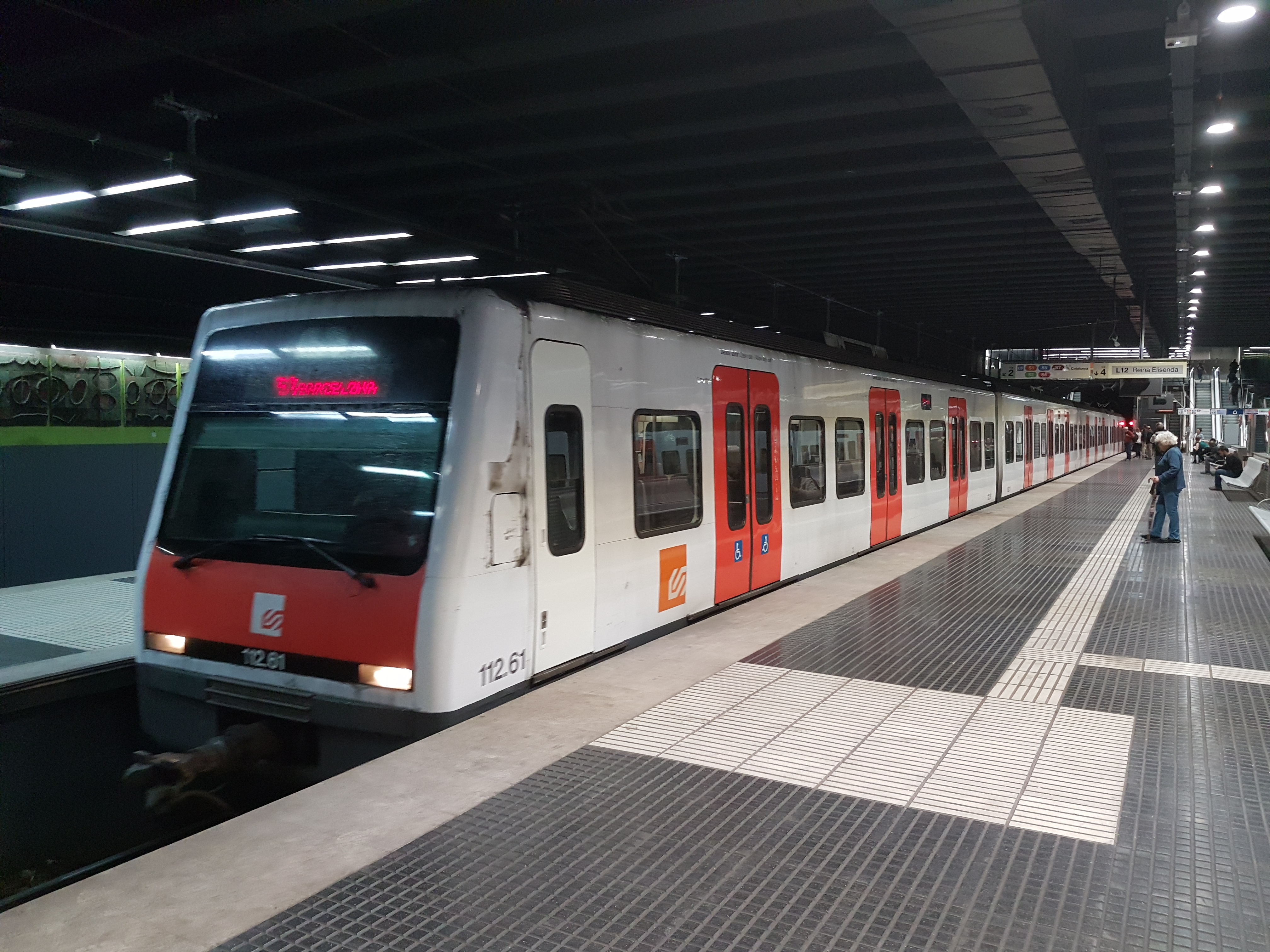
Unitat 112.61 en servei S1 direcció plaça Catalunya a la via 2
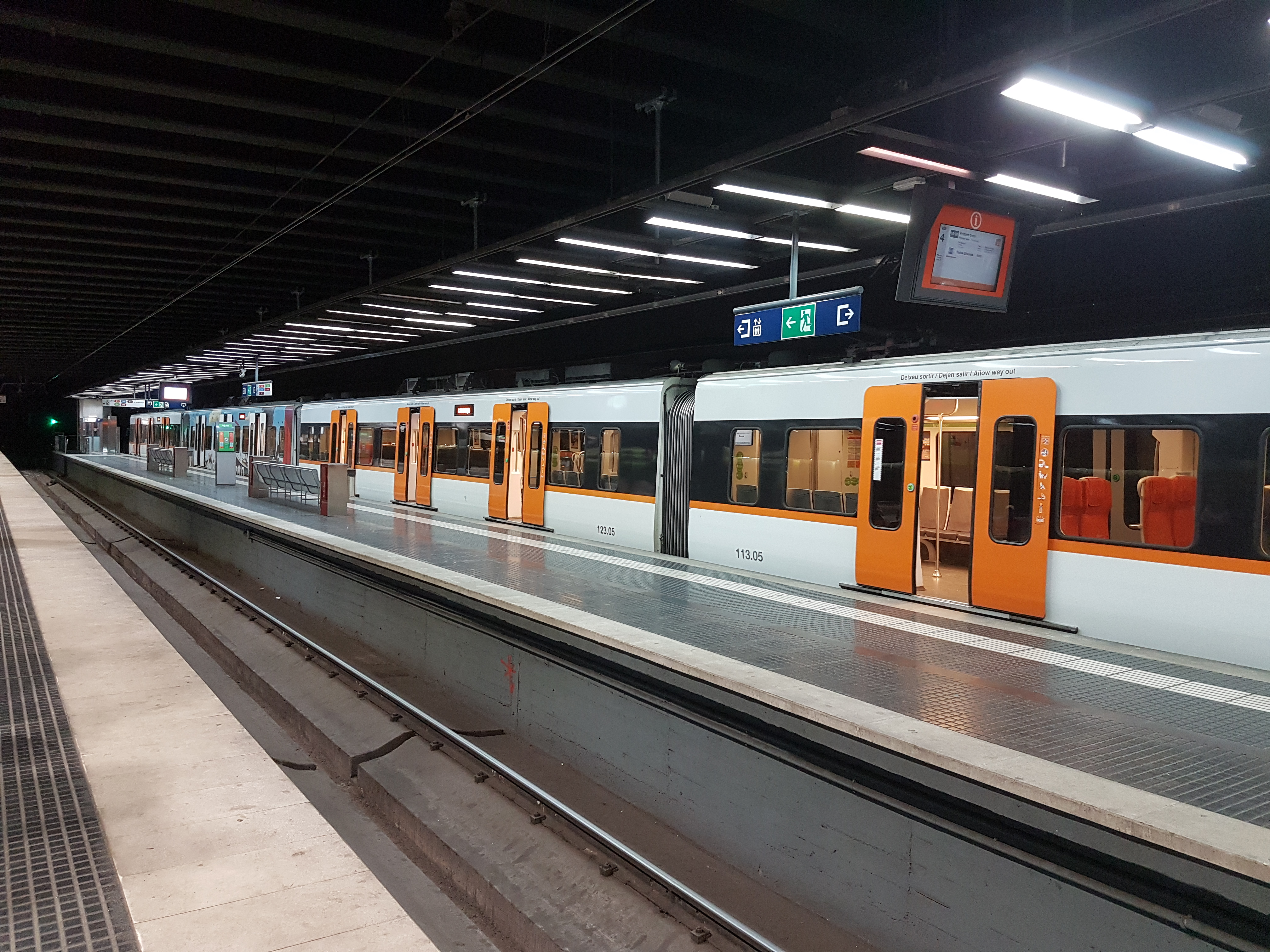
Unitat 113.05 en servei L12 direcció Reina Elisenda a la via 4